# SK Alfa Liberec
Lo Sportovní klub Alfa Liberec è stata una squadra ceca di calcio a 5, fondata nel 1989 e sciolta nel 2011 con sede a Liberec.

## Palmarès
- Coppa della Repubblica Ceca: 1

2001-02